# برنامه‌ریزی تجاری یکپارچه
برنامه‌ریزی تجاری یکپارچه، (IBP) فرآیندی است که به منظور تبدیل نتایج مدنظر شرکت به منابع مالی و عملیاتی مورد نیاز، به جهت بیشینه سازی سود یا جریان نقدینگی و در عین حال کاهش دادن مخاطرات تجاری انجام می‌گردد.
IBP فرآیندی برای همسوسازی اهداف تجاری یک شرکت با امور مالی، زنجیره تأمین، توسعه محصول، فروش و بازاریابی و سایر امور عملیاتی آن است. نتایج مدنظر شرکت، که IBP بر آنها تمرکز دارد، می‌توانند به عنوان کسب انواع اهداف زیر مطرح شوند:
- درآمد و تقاضا
- سطوح خدمات
- سطوح موجودی
- سود و حاشیه‌ها
- جریان نقدینگی

## عناصر یکپارچه سازی
برنامه‌ریزی تجاری یکپارچه به طرق مختلف تعریف شده و هیچ روش یکسانی برای توصیف اشکال مختلف فرآیندهای یکپارچه وجود ندارد.
IBP شرکت‌ها را قادر می‌سازد تا عناصر مختلف برنامه‌ریزی را در یک فرایند منسجم گردهم آورند و شامل موارد زیر است:
- عرضه و تقاضا
- امور مالی و عملیات
- عملکردها و فرآیندهای تجاری
- راهبرد / نتایج و فرایندها
- اقدامات مالی و غیر مالی
- جریان نقدی، هزینه‌ها و درآمدها

نقش IBP ایجاد تعادل بین این اهداف تجاری مختلف است به نحوی که بهترین نتیجه کلی به دست آید. فرآیندهای IBP سعی می‌کنند تمام جوانب یک برنامه را از نظر ریاضی بهینه کنند.

## اجزاء
اجزای اصلی برنامه‌ریزی تجاری یکپارچه عبارتند از:
الف) مدل سازمانی:
- مدل زنجیره تقاضا
- مدل زنجیره تأمین
- مدل زنجیره مالی

ب) برنامه‌ریزی یکپارچه:
ایجاد برنامه‌های مشترک در چندین عملکرد
ج) بهینه‌سازی سازمانی:
ایجاد طرح‌های بهینه با در نظر گرفتن محدودیت‌های مختلف و یکپارچگی مالی

## کاربردها
IBP برای مدل‌سازی و ادغام برنامه‌ریزی‌ها در تعدادی از حوزه‌ها از جمله موارد زیر استفاده شده‌است:
- سودآوری
- مخارج سرمایه ای
- عملیات
- زنجیره تأمین
- فرآیندهای تجاری (انسانی و مبتنی بر اطلاعات)
- خط مشی تجاری
- منحنی‌های تقاضای بازار
- راهبرد رقابتی

همه موارد فوق را می‌توان به عنوان موارد استفاده بهینه‌سازی سازمانی خلاصه کرد.